# El cuaderno de Tomy
El cuaderno de Tomy (título en inglés: Notes for My Son) es una película dramática argentina de 2020 basada en hechos reales, escrita y dirigida por Carlos Sorín. Está protagonizada por Valeria Bertuccelli, Esteban Lamothe, Julián Sorín, Mauricio Dayub y Malena Pichot. Se estrenó el 24 de noviembre de 2020 por Netflix.

## Sinopsis
María Vázquez (Valeria Bertuccelli) es una arquitecta que fue diagnósticada con cáncer de ovarios terminal y para afrontar lo que le queda de su vida decide comenzar a escribir un libro para que su hijo Tomy (Julián Sorín) de 4 años lo lea para cuando ella ya haya partido. Asimismo, se introduce en el mundo de las redes sociales, especialmente en Twitter, como una especie de vía de escape para atravesar de alguna manera ese momento angustiante y su historia de lucha contra el cáncer se vuelve viral, hasta el punto de llegar a medios gráficos y televisivos.

## Reparto
- Valeria Bertuccelli como María "Marie" Vázquez
- Esteban Lamothe como Federico Corona
- Julián Sorín como Tomás "Tomy" Corona
- Mauricio Dayub como Diego Vigna
- Malena Pichot como Maru
- Catarina Spinetta como Vera
- Carla Quevedo como Joy
- Anita Pauls como Agustina
- Mónica Antonópulos como Brenda
- Paola Barrientos como Paula
- Ana Katz como Roxi
- Romina Richi como Leticia
- Diego Gentile como Charlie
- Beatriz Spelzini como Silvia Molina
- Diego Reinhold como Hernán

## Recepción

### Comentarios de la crítica
La película ha recibido en la mayoría críticas positivas por parte de los expertos. Diego Batlle de Otros Cines dijo sobre la cinta que «dentro del subgénero de historias sobre enfermedades terminales, hay que celebrar la calidad artística y la nobleza con la que El cuaderno de Tomy está concebida. La cuidada producción, los impecables rubros técnicos, el conmovedor tour-de-force físico y expresivo de Valeria Bertuccelli, el entusiasta aporte del resto del elenco y la destreza con que encaró el proyecto Sorín». Por su lado, Geo Monteagudo del portal Cadena 3 calificó al film como muy bueno, diciendo que «emociona, conmueve pero jamás veremos golpes bajos a pesar que por la temática se podría caer fácilmente en cierto morbo o lugar común. Pero estamos ante un guionista y director que apuesta y se arriesga, como en este caso. Hablamos de Carlos Sorín». Lya Rosén de Finde La Tercera resaltó la actuación de Bertuccelli destacando que «logró encarar con lucidez y humor el papel. Y el mayor mérito de Carlos Sorín, su realizador y guionista, es lograr que El cuaderno de Tomy nunca caiga en el melodrama fácil. En su relato está presente el dolor, pero de una manera real e inteligente, sin exageraciones ni falsedades».
Por otra parte, Martín Fernández Cruz del diario La Nación resaltó que «el film no aburre con momentos lacrimógenos, no profundiza en los aspectos más angustiantes de la trama, y la única escena de llanto es muy descontracturada [...]. Sorín no hace hincapié en la angustia y el dolor, no reproduce un espectáculo morboso sobre la enfermedad, y ese sea su gran acierto». En el portal de internet Tomatazos, la película posee una aprobación del 95% basado en 11 reseñas.

### Premios y nominaciones
| Lista de premios y nominaciones | Lista de premios y nominaciones | Lista de premios y nominaciones        | Lista de premios y nominaciones | Lista de premios y nominaciones | Lista de premios y nominaciones |
| Año                             | Organización                    | Categoría                              | Nominado/a(s)                   | Resultado                       | Ref(s)                          |
| ------------------------------- | ------------------------------- | -------------------------------------- | ------------------------------- | ------------------------------- | ------------------------------- |
| 2021                            | Premios Cóndor de Plata         | Revelación Masculina                   | Julián Sorín                    | Nominado                        | [ 9 ]                           |
| 2021                            | Premios Sur                     | Mejor Sonido                           | Bechen de Loredo                | Nominado                        | [ 10 ] [ 11 ]                   |
| 2021                            | Premios Sur                     | Mejor Actor Revelación                 | Julián Sorín                    | Ganador                         | [ 10 ] [ 11 ]                   |
| 2021                            | Premios Emmy Internacional      | Mejor Actriz                           | Valeria Bertuccelli             | Nominada                        | [ 12 ]                          |
| 2021                            | Produ Awards                    | Mejor Película Estrenada en Plataforma | El cuaderno de Tomy             | Nominado                        | [ 13 ]                          |

## Estrenos internacionales
| Fechas de estreno |                 |      |            |
| País              | Fecha           | Año  | Referencia |
|                   | 12 de noviembre | 2020 | [ 14 ]     |